# Operación Buraq
El atentado del 16 de agosto de 1972, llamado por sus organizadores Operación Buraq, fue un intento de acabar con la vida del rey de Marruecos Hasan II durante el periodo conocido como "Años de plomo" para propiciar un cambio político en el país, presumiblemente una toma de poder por el ejército. El rey marroquí, que viajaba en su avión oficial modelo Boeing 727, sobrevivió al ataque aéreo realizado por cazas Northrop F-5 marroquís y tras aterrizar logró hacerse con la situación. Muchos implicados en el golpe, indistintamente de su nivel de implicación, fueron arrestados y los cabecillas, fusilados. 
El intento de insurrección fue orquestado por el general Mohammed Ufqir, entonces un asesor cercano del rey Hassan. Fue asistido por Mohamed Amekrane, comandante de la base de la fuerza aérea marroquí en Kenitra. Según se informa, durante el ataque el propio rey Hassan agarró la radio y les dijo a los pilotos rebeldes: "¡Dejen de disparar! ¡El tirano está muerto!". Engañados, los pilotos rebeldes interrumpieron su ataque. El avión de Hassan, que había sido ametrallado por cazas de la fuerza aérea marroquí, matando a ocho e hiriendo a 40, aterrizó sin problemas en el aeropuerto de Rabat.

## Antecedentes

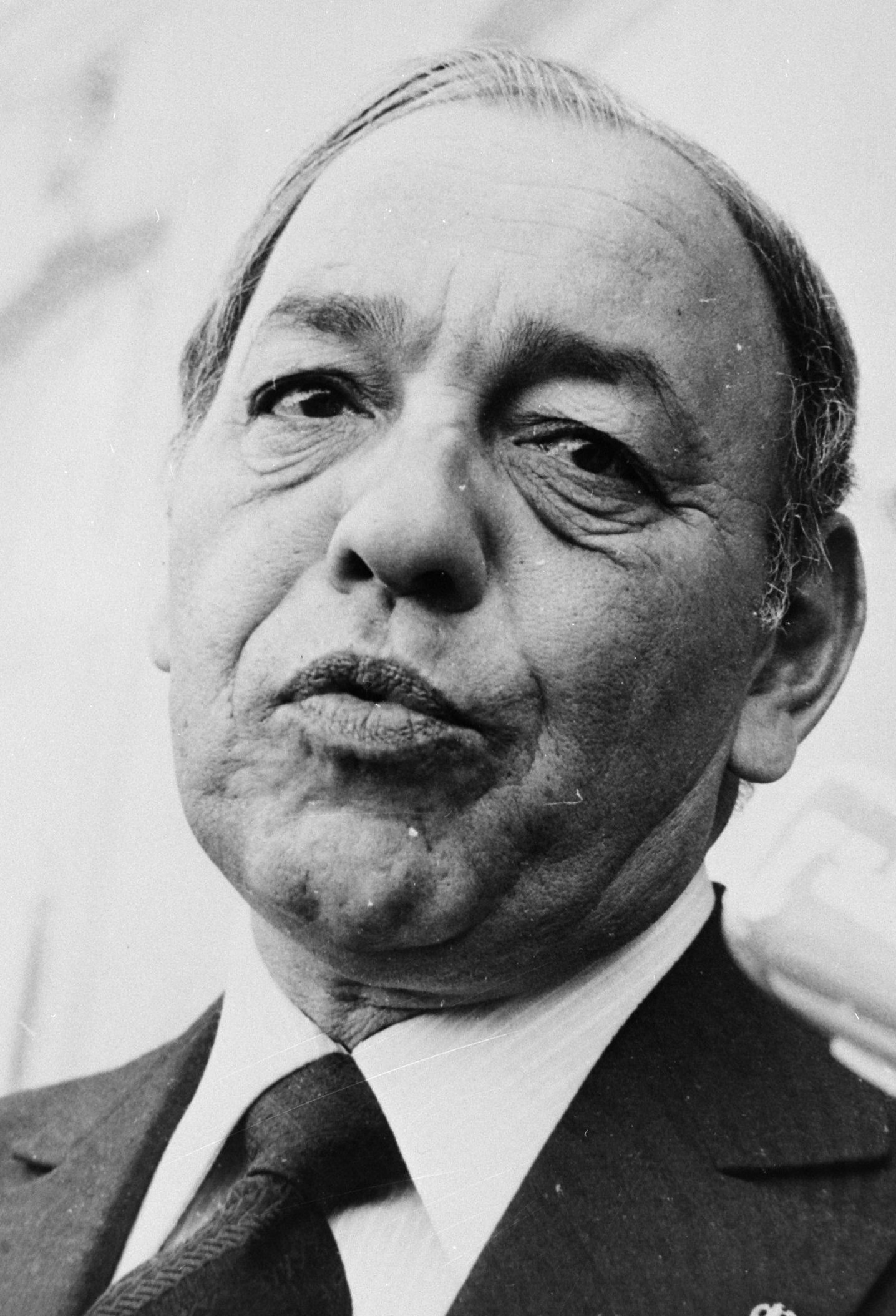
Hassan II en 1981.

El atentado se produjo un año después de que fracasara en el palacio de verano de Sjirat, cerca de Rabat, el intento de golpe de Estado en Marruecos de 1971 que supuso una matanza de invitados y personal presente en los fastos del cumpleaños del rey, pero a la que curiosamente sobrevivieron el monarca y su brazo derecho, el general Mohammed Ufqir. Esta intentona golpista puso de manifiesto por vez primera en la historia del Marruecos independiente que el ejército podía convertirse en enemigo del régimen y no en su sostén, como hasta entonces se había creído. Por esa razón fue depurado de buena parte de su cúpula.

## Desarrollo

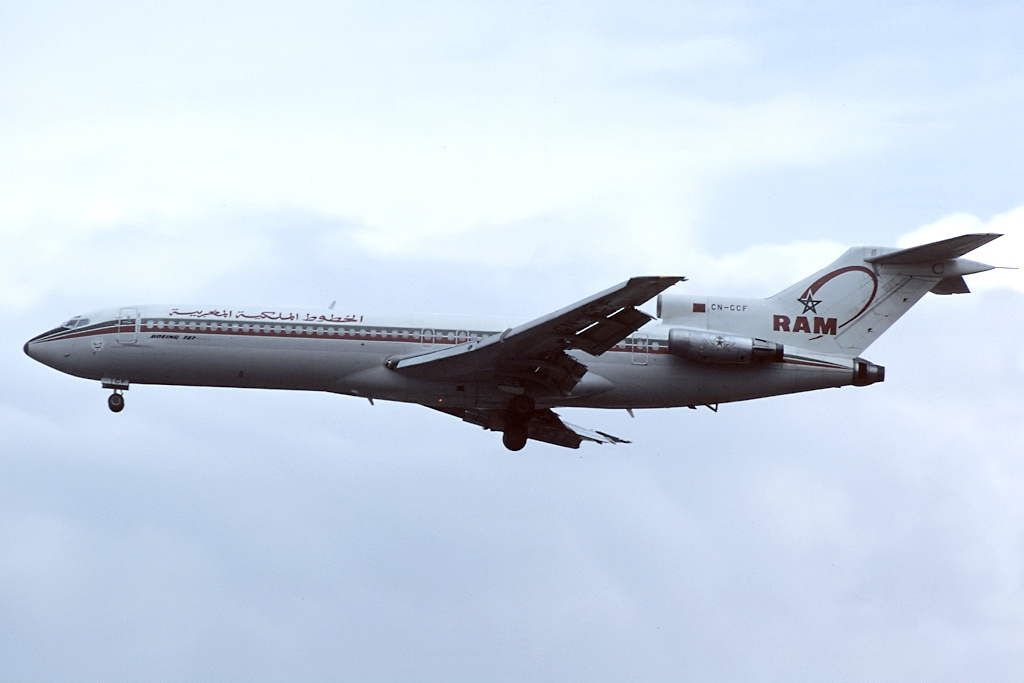
Un Boeing 727 marroquí, similar al atacado en el intento de golpe.

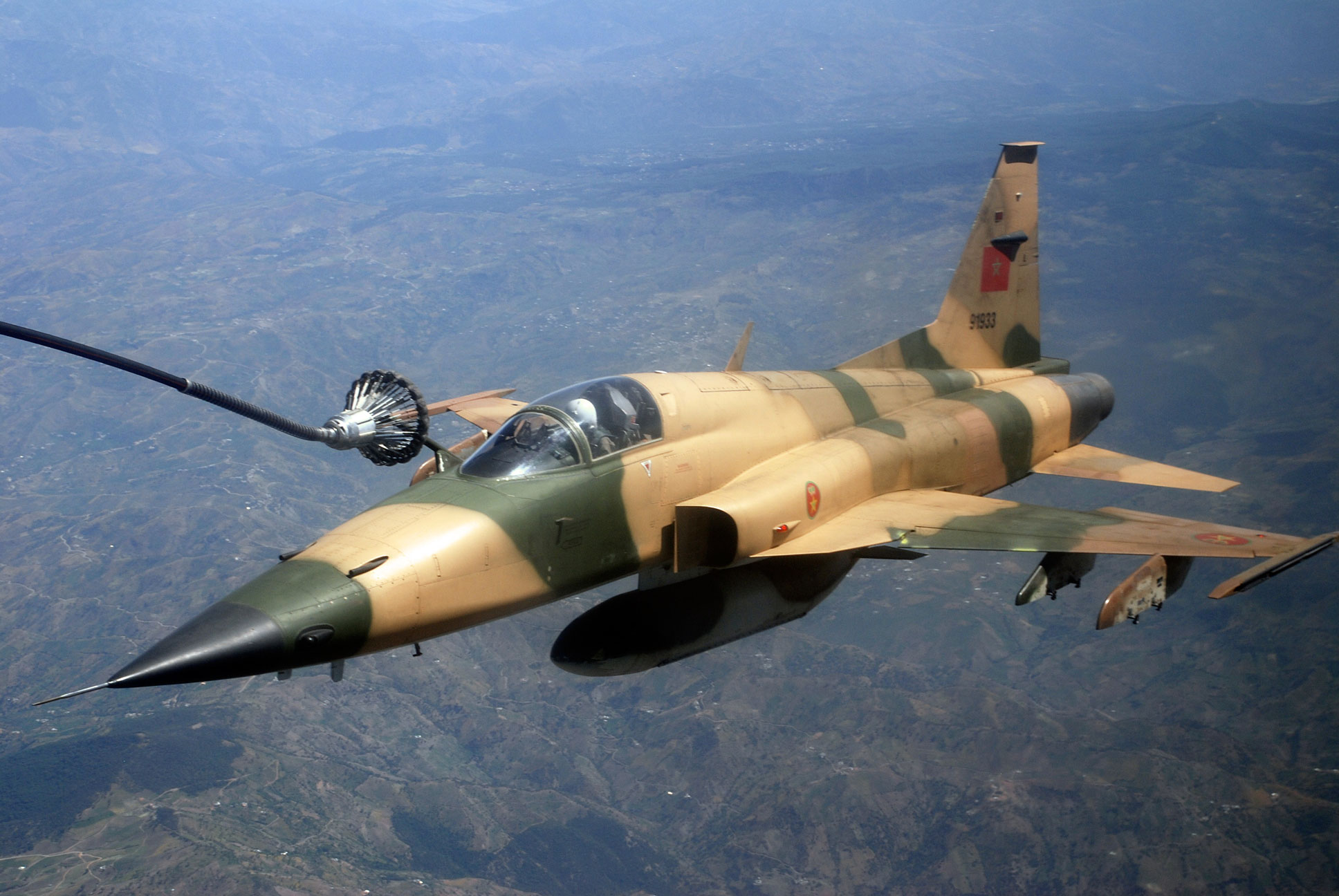
Un caza marroquí Northrop F-5, similar a los usados en el intento de golpe, en el año 2009.

El 16 de agosto de 1972 Hasan II regresa de un viaje a Francia a bordo de un Boeing 727. Al pasar por la vertical de Tetuán, aparecen seis cazas que aparentan durante unos momentos escoltar al avión real pero que, cuando el piloto de éste intenta su identificación, abren fuego contra el aparato. El comandante Louafi Kouera, uno de los pilotos atacantes, intentó estrellar su aparato F-5 contra el Boeing real, saltando en paracaídas del mismo y siendo capturado por la Gendarmería Real de Marruecos algunos minutos después, en las cercanías de Souk Larbaâ.
Según la versión difundida en la época por el propio Hasan II, los disparos dejaron inutilizados dos de los tres reactores y afectados puntos vitales del aparato, que parecía destinado a estrellarse irremediablemente. El piloto, Mohammed Kabbaj, tiene entonces una idea: el mecánico del avión contacta por radio con los atacantes y dice que el piloto ha muerto y que el rey está gravemente herido, y ruega que cesen los disparos y le den una oportunidad de salvarse. Persuadidos sin duda de que sin piloto y gravemente herido el rey no se salvará (y seguramente ninguno de los demás pasajeros), los cazas desaparecen y el Boeing logra posarse accidentadamente en el aeropuerto de Rabat-Salé. Esta versión pone el acento en la baraka o bendición divina de la que gozaría Hasan II y que le permitiría salvarse in extremis de las situaciones más complicadas.
Según una versión más reciente, elaborada tras la apertura política en Marruecos con el reinado de Mohammed VI, los cazas atacaron el avión una y otra vez, provocando daños de cierta consideración aunque no tan graves como se dijo en su momento. Ello se debió a una multitud de fallos técnicos, entre los cuales el que algunos aparatos habían sido armados al parecer con ametralladoras de maniobra, no de fuego real, unido a la impericia de algunos pilotos. El avión fingió aterrizar en el aeropuerto de Kenitra, momento en que los cazas se retiraron, confiando quizás en poder acabar con el rey en tierra dado que Kenitra era su base; sin embargo, el aparato sobrevoló la pista y volvió a elevarse con destino a Rabat, donde el monarca era esperado. Algunos fieles al rey le sacaron del avión y le trasladaron en un automóvil turismo a la residencia real de la playa de Sjirat, mientras el convoy oficial, en previsión de nuevos ataques, se dirigía a Rabat sin pasajero.

## Consecuencias
El principal sospechoso es el general Ufqir, que desde el asalto a Sjirat había caído en desgracia por su benevolencia con los acusados y porque algunos de los cabecillas, ejecutados extrajudicialmente apenas dos días después, le habían señalado como persona afín a sus ideas. Ufqir había sido ministro del Interior y en este momento lo era de Defensa, y para la rebelión habría contado con el apoyo de Mohamed Amekrane, comandante de las Fuerzas Aéreas marroquíes de Kenitra. Muere unas horas después del atentado: según la versión oficial se suicidó en la antecámara del despacho del rey. Según su familia, que vio el cuerpo, fue acribillado a balazos. Su extensa familia, de hecho, desapareció poco después para ser internada en uno de los centros de detención clandestinos que tenía el monarca en todo el país. No sería liberada hasta 18 años más tarde.
Los cabecillas de la rebelión, excluido Ufqir, fueron condenados a muerte, mientras que cualquier persona de la base aérea de Kenitra que hubiera tenido alguna relación con el ataque (incluidos los soldados a quienes se ordenó llenar los depósitos de los cazas o hacer otras tareas semejantes y habituales) fueron condenados a penas de cárcel que comenzaron a cumplir en la prisión militar de Kenitra. El 7 de agosto de 1973 todos los militares presos implicados en este golpe o en el del año anterior desaparecieron como la familia de Ufqir y no se supo de ellos hasta mucho más tarde. Fueron encerrados («enterrados vivos», dirán ellos) en el centro de detención secreto de Tazmamart, donde pasaron dieciocho años en absoluta oscuridad.
Este atentado inaugura un periodo de intensa represión política que se prolongará hasta principios de los años 90 y que se conoce como años de plomo.